# Titularerzbistum Nazareth
Das Erzbistum Nazareth (italienisch arcidiocesi di Nazareth, lateinisch Archidioecesis Nazarena) ist ein Titularerzbistum der römisch-katholischen Kirche.
Es geht zurück auf einen untergegangenen Bischofssitz in der gleichnamigen antiken Stadt, die seinerzeit in der Römischen Provinz Palästina secunda lag.

## Erzbistum
Das Erzbistum Nazareth residierte bis 1109 in Beisan. Zu seinen Suffraganen gehörten:
- Bistum Hippos
- Bistum Tiberias
- Kloster S. Salvator auf dem Berg Tabor
- Bistum Gapitolia
- Bistum Petonvilla mit Sitz in Belonvilla
- Bistum Comana mit Sitz in Cumana

Mit der Eroberung Akkons, dem letzten Sitz des Erzbischofs im Heiligen Land, im Jahre 1291 bestand das Erzbistum de facto nicht mehr. Dennoch wurden weiter Erzbischöfe berufen, welche schließlich seit Ende des 14. Jahrhunderts im italienischen Barletta ihren Sitz nahmen. Somit war Nazareth zu einem italienischen Erzbistum geworden. 1455 wurde das Erzbistum Nazareth mit dem Bistum Canne vereinigt. 1536 wurde dem Erzbistum Nazareth das Bistum Monteverde angeschlossen.
Letzter Bischof war Josephus (Giuseppe) Mormile, der 1801 verstarb. Seither war der Sitz vakant.   
Mit der Bulle De utiliori wurde 1818 das Gebiet des Erzbistums dem Erzbistum Trani angeschlossen. 1828 wurde durch die Bulle Multis quidem dem Erzbischof von Trani auch der Titel des Erzbischofs von Nazareth verliehen. Somit trugen die Erzbischöfe Gaetano Maria de Franci (1828–1847) und Giuseppe de’ Bianchi Dottula (1848–1860) den Titel Erzbischof von Trani und Nazareth und Bisceglie. Das Erzbistum Trani und Nazareth und Bisceglie wurde am 21. April 1860 durch Papst Pius IX. mit der Apostolischen Konstitution Imperscrutabili Dei in Erzbistum Trani und Barletta umbenannt, so dass das Erzbistum Nazareth seither reines Titularerzbistum ist.

## Bischöfe

### Erzbischöfe
- Bernhard (um 1120)
- Wilhelm (1129–1138)
- Robert (1138–1151)
- Robert II. (1151–?)
- Attard (?–1159)
- Letard (1160–1190)
- Nikolaus (um 1230)
- Hugo (um 1234)
- Heinrich (1244–1268)
- Guido (?–1298)
- Wilhelm von St. Johannes (1298–?)
- Peter (um 1326)
- Peter II. von Neapel OP (1330–1345)
- Durand O.Carmelitanus (1345)
- Richard (1348–1362)[2]
- Wilhelm Belvaise (Balvaysius) OP (1366–1368)
- Johannes Salamonius OP (1368–1388)
- Johannes de la Ville (de Urbe) (1390–1400)
- Paulus de Aretio OM (1400)
- Johannes Theodoricus O.Crister (1412)
- Johannes Mexius OM (1423)
- Francus Insterius (1423)
- Augustinus de Favaronibus OErem (1431)
- Marinus Ursinus (1445)

### Titularerzbischöfe
| Titularerzbischöfe von Nazareth |                               | |                    |                   |
| Nr.                             | Name                          | Amt | von                | bis               |
| 1                               | Orlando Carretto della Rovere | Apostolischer Administrator von Ourense (Königreich Spanien) | 24. April 1510     | 12. August 1512   |
| 2                               | Giorgio Benigno Salviati OFM  | | 1513               |                   |
| 3                               | Bernardino Figueroa           | | 1. März 1553       | 26. November 1571 |
| 4                               | Fabio Mirto Frangipani        | Altbischof von Caiazzo (Königreich Neapel) | 5. November 1572   |                   |
| 5                               | Maffeo Barberini              | Apostolischer Nuntius im Königreich Frankreich | 20. Oktober 1604   | 27. Oktober 1608  |
| 6                               | Michelangelo Tonti            | Kurienkardinal | 5. November 1608   | 21. April 1622    |
| 7                               | Domenico Rivarola             | | 30. März 1609      | 3. Januar 1627    |
| 8                               | Antonius Lambardi             | | 1627               | 1636              |
| 9                               | Antonio Severoli              | Alterzbischof von Dubrovnik (Republik Ragusa) | 3. Oktober 1639    | 1668              |
| 10                              | Giuseppe Rosa                 | | 11. Januar 1690    | November 1694     |
| 11                              | Giulio Piazza                 | 15. Juli 1706 – 15. Dezember 1709 Apostolischer Nuntius im Königreich Polen, 15. Dezember 1709 – 21. Juli 1710 Apostolischer Nuntius in der Habsburgermonarchie | 13. September 1706 | 21. Juli 1710     |
| 12                              | Nicola Jorio                  | | 11. Juni 1726      |                   |
| 13                              | Antonius Marulli              | | 21. Juni 1745      | November 1751     |
| 14                              | Justus de Marco CR            | | 20. Dezember 1751  | Oktober 1769      |
| 15                              | Paschalis Maria Mastrilli CR  | | 20. November 1769  | November 1783     |
| 16                              | Josephus Mormile CR           | | 26. März 1792      | 1801              |
| 17                              | Paul Auad                     | | 24. September 1896 | 11. Februar 1911  |
| 18                              | Elias Richa                   | Apostolischer Administrator von Antiochien (Völkerbundmandat für Syrien und Libanon)                                                                            | 25. April 1926     | 10. Oktober 1937  |
| 19                              | Paul Auad                     | emeritierter Erzbischof von Zypern (Zypern) | 14. Juni 1941      | 28. Juni 1944     |